# Réaction d'orientation

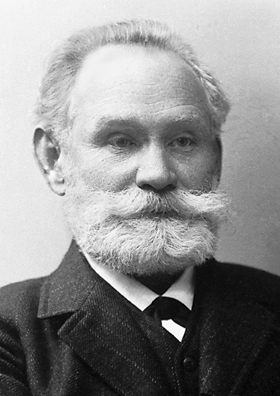
Ivan Pavlov.

La réaction d'orientation ou réflexe d'orientation est défini comme une réponse à toute variation du milieu, une mobilisation des organes récepteurs permettant une meilleure connaissance de la situation et le comportement adéquat. Présente chez tous les mammifères, elle est accompagnée d'un ensemble complexe de changements au niveau sensoriel, somatique et autonome qui ont pour de but de préparer l'organisme à réagir à un événement imprévu.
La réaction d'orientation a été décrite et étudiée par la psychologie russe puis soviétique (Pavlov, Sokolov, Pearce, Hall…). La réaction d'orientation, sa modulation et son habituation font l'objet de nombreuses recherches en psychophysiologie.
Le réflexe d'orientation peut engendrer de l'immobilité où de la passivité, par exemple dans le cas particulier quand une personne regarde un écran (télévision, IPhone etc.).